# حب البنات (فلم)
حب البنات، فيلم مصري من إنتاج عام 2004، بطولة ليلى علوي وحنان ترك وأشرف عبد الباقي وخالد أبو النجا وأحمد عز وهنا شيحا وأحمد برادة.

## قصة الفيلم
حول ثلاثة شقيقات تدور أحداث فيلم حب البنات.. الشقيقات الثلاث كل منهن من أم مختلفة لكنهم من أب واحد، عندما يتوفى الأب يترك لهن تركة كبيرة ولا يجوز تنفيذها إلا إذا اجتمعت الثلاث في بيت واحد وهنا تبدأ أمراضهن النفسية في الظهور لنكتشف في النهاية أن الحب دواء لكل هذه الأمراض..

## بطولة
- ليلى علوي (ندى)
- حنان ترك (غادة)
- أشرف عبد الباقي (مهيب)
- خالد أبو النجا (كريم)
- أحمد عز (عمر)
- هنا شيحا (رقية)
- أحمد برادة (حازم)
- سوسن بدر (سميرة)
- عبد الرحمن أبو زهرة (مجدي)
- يوسف عيد (البواب)

## فريق العمل
- الإخراج: خالد الحجر
- التأليف:
  - نهاد عبد العزيز محمود (قصة)
  - تامر حبيب (سيناريو وحوار)

## روابط خارجية
- مقالات تستعمل روابط فنية بلا صلة مع ويكي بيانات